# Hệ thống xác định giới tính XY

Cặp nhiễm sắc thể giới tính của ruồi giấm

Hệ thống xác định giới tính XY là hệ thống xác định giới tính theo nhiễm sắc thể có ở nhiều loài động vật có vú, bao gồm con người, một số loài côn trùng (như ruồi giấm), bò sát, cá (như cá bảy màu) và một số loài thực vật.
Trong hệ thống phân loại này, giới tính của một cá thể thường được xác định bởi một cặp nhiễm sắc thể giới tính. Con cái thường mang cặp nhiễm sắc thể giới tính giống nhau (XX), được gọi là giới đồng giao tử. Trong khi đó, cá thể đực thường có hai nhiễm sắc thể giới tính khác nhau (XY) và được gọi là giới dị giao tử.
Ở người, sự xuất hiện của nhiễm sắc thể Y là yếu tố quyết định sự phát triển thành nam giới; nếu không có nhiễm sắc thể Y, thai nhi sẽ phát triển theo hướng nữ giới. Cụ thể hơn, gen SRY nằm trên nhiễm sắc thể Y là gen mã hóa quá trình hình thành và phát triển của tinh hoàn, để xác định nam tính trên người; những đột biến ở gen SRY có thể dẫn đến một số rối loạn phát triển giới tính hiếm gặp như Hội chứng de la Chapelle (nam 46,XX) hoặc Hội chứng Swyer (nữ 46,XY). Ngoài ra, sự rối loạn số lượng nhiễm sắc thể giới tính cũng gây ra một số biến thể di truyền như Hội chứng Klinefelter (47,XXY), Hội chứng Turner (45,XO) hay Hội chứng siêu nữ (47,XXX). Một thai nhi chỉ có nhiễm sắc thể Y mà không có nhiễm sắc thể X không thể tồn tại, vì nhiễm sắc thể X chứa các gen thiết yếu cho sự phát triển và duy trì sự sống, trong khi nhiễm sắc thể Y không đủ để đảm bảo các chức năng này.
Hệ thống XY có nhiều điểm khác biệt so với hệ thống xác định giới tính ZW áp dụng cho chim, một số côn trùng, nhiều loài bò sát và nhiều nhóm động vật khác, trong đó giới dị giao tử là cá thể cái. Trong nhiều thập kỷ, người ta đã nghĩ rằng tất cả các loài rắn được xác định bởi hệ thống ZW, nhưng đã có những quan sát về tác động bất ngờ trong di truyền của các loài trong họ Boidae và Pythonidae; ví dụ, sinh sản parthenogen chỉ sinh ra con cái chứ không phải con đực, điều này trái ngược với những gì được mong đợi trong hệ thống ZW. Trong những năm đầu của thế kỷ 21, những quan sát như vậy đã thúc đẩy nghiên cứu chứng minh rằng tất cả các loài Python và và loài Boa được điều tra cho đến nay chắc chắn có hệ thống XY xác định giới tính. Ngoài ra, một số loài bò sát và cá sử dụng hệ thống xác định giới tính phụ thuộc vào nhiệt độ.

## Cơ chế
Tất cả các loài động vật đều có một bộ DNA mã hóa cho các gen nằm trên nhiễm sắc thể. Ở con người, hầu hết các loài động vật có vú và một số loài khác, hai nhiễm sắc thể X và Y chịu trách nhiệm xác định giới tính. Ở những loài này, một hoặc nhiều gen trên nhiễm sắc thể Y quyết định thai nhi phát triển thành con đực. Trong quá trình này, nhiễm sắc thể X và Y kết hợp để xác định giới tính của con non, thường thông qua các gen trên nhiễm sắc thể Y được mã hóa cho các đặc điểm sinh học của con đực.
Con non có hai nhiễm sắc thể giới tính: một cá thể có hai nhiễm sắc thể X (XX) sẽ phát triển thành cá thể cái, trong khi một cá thể có một nhiễm sắc thể X và một nhiễm sắc thể Y (XY) sẽ phát triển thành cá thể đực. Tuy nhiên, vẫn tồn tại một số ngoại lệ hiếm gặp như hội chứng Swyer hoặc hội chứng de la Chapelle.

### Động vật có vú
Ở hầu hết các loài động vật có vú, giới tính được xác định bởi sự xuất hiện của nhiễm sắc thể Y. Tức là những cá thể mang bộ nhiễm sắc thể XXY và XYY sẽ có đặc điểm giống đực, trong khi những cá thể mang bộ nhiễm sắc thể X hoặc XXX sẽ có đặc điểm giống cái.
Vào những năm 1930, nhà khoa học Alfred Jost phát hiện ra rằng sự xuất hiện của hormone testosterone là cần thiết cho sự phát triển của ống Wolffian ở phôi thỏ đực.
Gen SRY là một gen quyết định giới tính nằm trên nhiễm sắc thể Y ở động vật có vú bậc cao (thú có nhau thai và thú có túi). Ở các loài động vật có vú không phải con người, nhiều gen khác trên nhiễm sắc thể Y cũng tham gia vào quá trình xác định giới tính.
Không phải tất cả các gen đặc trưng cho cá thể đực đều nằm trên nhiễm sắc thể Y. Ví dụ, thú mỏ vịt - một loài đơn huyệt - sử dụng năm cặp nhiễm sắc thể XY khác nhau, với sáu nhóm gen liên kết với đặc điểm đực, trong đó AMH đóng vai trò là công tắc chính điều khiển sự phát triển giới tính.